# L'ultima tentazione
 L'ultima tentazione di Cristo o L'ultima tentazione (titolo orig. greco:  Ο τελευταίος πειρασμός, O teleftéos pirasmós) è un romanzo storico scritto da Nikos Kazantzakis, pubblicato nel 1951. Parla della vita di Gesù Cristo dalla sua prospettiva. Il romanzo è stato oggetto di una grande quantità di polemiche a causa della materia.
La tesi centrale del libro è che Gesù, pur privo di peccato, era comunque oggetto di ogni forma di tentazione tra cui: paura, dubbio, depressione e lussuria. Kazantzakis sostiene nella prefazione del romanzo che, affrontando e vincendo tutte le debolezze dell'uomo, Gesù ha lottato per diventare Dio senza mai cedere alle tentazioni della carne.

## Trama
Gesù è un giovane falegname ebreo tormentato da una voce che gli dice che Dio lo ha scelto per redimere l'umanità. Terrorizzato dall'idea di sottomettersi alla volontà divina, per farsi odiare da Dio e dagli altri ebrei fabbrica le croci con cui per i romani crocifiggono, uno dopo l'altro, i presunti messia zeloti; La voce divina tuttavia non si arresta, e anzi viene corroborata dalle parole di Giuda: questi, incaricato dagli zeloti di ucciderlo, è diventato poi suo fedele amico; poiché sembra riconoscere in lui il vero messia, non perde occasione per suggerirgli di accettare il suo destino.
Gesù decide allora di ritirarsi in eremitaggio nel deserto, dove, una volta purificatosi, accetta il suo compito di evangelizzatore: si circonda quindi di discepoli, tra cui Giuda, che finisce per essere il migliore di essi; proprio per questo, Gesù gli affida il compito di tradirlo, perché si compia il proprio destino. Gesù viene quindi catturato e crocifisso.
Nell'agonia del supplizio, Gesù ricorda come resistette alle tentazioni a cui fu sottoposto dal Diavolo durante l'eremitaggio; in quel momento gli appare un angelo, il quale gli dice che la condanna a morte era in realtà solo una prova: di fronte alla sua abnegazione Dio ha deciso di salvarlo, e gli consentirà di condurre una vita normale. Gesù scende dunque dalla croce e fugge con Maria Maddalena, mentre il mondo continuerà a credere alla sua morte.
Gesù sposa la Maddalena e, dopo la morte di lei, Marta, con cui forma una famiglia. Dopo diversi anni di vita normale, Gesù incontra Paolo di Tarso, che predica alle genti il sacrificio del Messia: vergognandosi della sua codardia, Gesù cerca di negare tutto, ma Paolo lo riconosce e gli dice che continuerà a predicare, nonostante l'amara verità. Anni dopo, ormai vecchio, Gesù incontra di nuovo i suoi discepoli, che lo accusano di non aver consumato la sua passione; Gesù indica loro l'angelo che lo aveva salvato. I discepoli, spaventati, riconoscono il Diavolo nel presunto angelo. Gesù si rende allora conto che la promessa di salvezza non era che un'ennesima tentazione: decide così di rinunciarvi. In quel momento si risveglia sulla croce: l'intera esperienza è stata una visione, e ora che ha resistito all'ultima tentazione può morire per la redenzione dell'umanità.

## Opere derivate
Nel 1988, uscì il film tratto dal romanzo L'ultima tentazione di Cristo, diretto da Martin Scorsese. Il protagonista è Willem Dafoe, che interpreta Gesù.

## Edizioni in italiano
- L'ultima tentazione, traduzione di Marisa Aboaf e Bruno Amato [dall'edizione francese], Milano, Frassinelli, 1987.
- L'ultima tentazione di Cristo, Prefazione di Michela Murgia, Collana Narrativa, Milano, Frassinelli, 2012, ISBN 978-88-200-5215-7.
- L'ultima tentazione, traduzione di Gilda Tentorio e Nicola Crocetti [dall'originale greco], Collana Piccola aristea n. 9, Milano, Crocetti, 2018, ISBN 978-88-830-6269-8.
  - Collana Mediterranea, Crocetti, 2021, ISBN 978-88-830-6341-1.